# Zagrebačka banka
Zagrebačka banka d.d. er en kroatisk bank og et datterselskab til UniCredit. Banken blev privatiseret i 1989 og børsnoteret på Zagreb Stock Exchange i 1995.